# Renault Espace
O Espace é uma minivan de porte grande da Renault. Em meados da década de 80 a Renault lançou um projeto chamado de Espace. Este protótipo teve tanto sucesso que a empresa resolveu produzir o automóvel em série com o mesmo nome do protótipo. Este modelo foi muito inovador no mercado, pois foi uma das primeiras minivans do mercado. Surgiu no mercado europeu em 1984. A primeira geração durou até 1988, quando foi substituída pela nova geração até 1991.
Ela teve uma réplica no Brasil chamada Grancar Futura, que foi a primeira minivan brasileira, que chegou a ser produzida, porém foi descontinuada no fim de 1991. Nunca chegou ao mercado no Brasil.

## EuroNCAP
A Espace conseguiu cinco estrelas das cinco possíveis de acordo com o crash-test da Euro NCAP. 

## Galeria
- Primeira geração (1984-1991)
- Segunda geração (1991-1996)
- Terceira geração (1996-2002)
- Quarta geração (2002-2014)
- Quinta geração (2015-2023)
- Sextra geração (2023-presente)